# Politische Partizipation

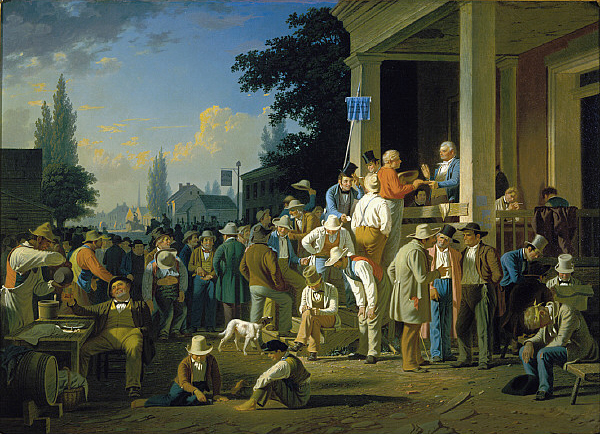
Das Gemälde The County Election von George Caleb Bingham soll eine Wahl 1850 in Saline County, Missouri, darstellen.

Politische Partizipation (auch politische Beteiligung oder politische Teilhabe) ist die Teilhabe und Beteiligung von Bürgerinnen und Bürgern an politischen Willensbildungs- und Entscheidungsprozessen. Sie kann sich sowohl auf die grundlegende politische Richtung als auch auf sehr spezielle politische Einzelfragen und -Entscheidungen beziehen. Der Begriff der politischen Partizipation gilt als abhängig von den historischen Entwicklungen der politischen Beteiligung. Darüber hinaus existieren verschiedene wissenschaftliche Definitionen der politischen Partizipation, die sich nach mehreren Merkmalen unterscheiden.
Die verschiedenen Aktivitäten politischer Teilhabe werden in der politischen Partizipationsforschung systematisch erfasst, differenziert und untersucht. Unter anderem gelten der Sozioökonomische Status und das Geschlecht als wichtige Faktoren, welche die politische Partizipation beeinflussen.
Die politische Teilhabe der Bürger gilt als Voraussetzung, Bestandteil und wesentliches Merkmal einer Demokratie.

## Definitionen politischer Partizipation
International vielzitierte Definitionen politischer Partizipation kommen von Samuel P. Huntington und Joan M. Nelson (“By political participation we mean activity by private citizens designed to influence government decision-making” (deutsch: „Mit politischer Partizipation meinen wir Aktivität privater Bürger, deren Bestimmung es ist, die Entscheidungsfindung der Regierung zu beeinflussen.“)) sowie von Sidney Verba, Norman H. Nie, Jae-on Kim (“By political participation we refer simply to activity that has the intent or effect of influencing government action – either directly by affecting the making or implementation of public policy or indirectly by influencing the selection of people who make those policies” (deutsch: „Mit politischer Partizipation beziehen wir uns einfach auf Aktivität, die die Absicht oder Auswirkung hat, Regierungshandeln zu beeinflussen – entweder direkt durch Beeinflussung des Schaffens oder der Implementierung politischer Inhalte oder indirekt durch die Auswahl derjenigen, die diese Politik betreiben.“)). Diesen Bestimmungen ist die Eingrenzung der politischen Partizipation auf Aktivitäten, die Staat oder Regierung und deren Handeln beeinflussen können oder sollen, gemeinsam. Besonders in der deutschsprachigen Partizipationsforschung ist die Definition von Max Kaase weit verbreitet. Danach sind unter politischer Partizipation „alle Tätigkeiten (…), die Bürger freiwillig mit dem Ziel unternehmen, Entscheidungen auf den verschiedenen Ebenen des Politischen Systems zu beeinflussen“ zu verstehen. Wegen des Kriteriums der Freiwilligkeit ist es zunächst fraglich, ob das Wählen in Staaten mit Wahlpflicht wie Australien nach dieser Definition eine Form der politischen Partizipation ist. Bestehen allerdings trotz Wahlpflicht die Möglichkeiten, zwischen verschiedenen Kandidaten (bzw. Wahloptionen) zu entscheiden und ungültig zu wählen, so kann die Teilnahme an politischen Wahlen bei bestehender Wahlpflicht auch nach dieser Definition der politischen Partizipation zugerechnet werden. In Anlehnung an die Begriffsbestimmung von Max Kaase kann politische Partizipation in verschiedener Hinsicht abgegrenzt werden: durch ihren Politikbezug von sozialer Partizipation, durch ihre „(unmittelbare) Beobachtbarkeit“ von politischen Einstellungen, durch die Absicht der Einflussnahme von reinen Unterstützungs- oder Kommunikationshandlungen und durch eine mögliche Eingrenzung auf Handlungen privater Bürger von beruflicher Beschäftigung mit Politik.
Weitergefasste Bestimmungen der politischen Partizipation beziehen allerdings auch Beteiligung und Aktivitäten zur Unterstützung der politischen Führung und das Lesen über Politik, die gezielte Wahrnehmung politischer Informationen, ein. Nach sehr weit gefasstem Verständnis des Begriffes kann er auf alle Handlungen und Einstellungen mit unmittelbar erkennbarer oder zu erwartender politischer Bedeutung bezogen werden. Demnach können also nicht nur äußere Handlungen, sondern – bei zu Grunde liegen einer entsprechend weiten Definition – auch mentale Beschäftigung mit Politik und politische Einstellungen als politische Partizipation beschrieben werden.
Bedeutende Unterschiede zwischen den verschiedenen Definitionen politischer Partizipation bestehen auch in den Fragen, ob die Absicht des Handelnden, politischen Einfluss zu nehmen, notwendige Voraussetzung der politischen Partizipation ist, ob die Freiwilligkeit des Handelnden notwendiger Bestandteil ist und ob nur legale oder auch illegale Handlungen unter den Begriff der politischen Partizipation fallen sollen.

### Instrumentelles und normatives Verständnis politischer Partizipation
Entsprechend unterschiedlichen Demokratiemodellen und Politikbegriffen werden instrumentelles und normatives Verständnis der politischen Partizipation unterschieden. Ein instrumentelles Verständnis erfasst die Handlungen, die von Bürgern unternommen werden, um politische Entscheidungen zu ihren Gunsten und in ihrem Interesse zu beeinflussen. Nach normativem Verständnis wird die politische Partizipation über das Mittel zum Zweck der Interessendurchsetzung hinaus als eigenständiger Wert im Sinn (direkt-)demokratischer Verfasstheit, partizipativer Demokratie und umfassender gesellschaftlicher und politischer Teilhabe wahrgenommen.
Die in der deutschen Partizipationsforschung weit verbreitete und auch international zitierte Begriffsbestimmung von Max Kaase, unter politischer Partizipation „alle Handlungen“ zu verstehen, „die Bürger einzeln oder in Gruppen freiwillig mit dem Ziel vornehmen, Entscheidungen auf den verschiedenen Ebenen des politischen Systems (Gemeinden, Land, Bund, evtl. supranationale Einheiten) zu beeinflussen und/oder selbst zu treffen“, repräsentiert ein instrumentelles Verständnis des Begriffs. Insbesondere legt sie einen Schwerpunkt auf unterstellte Versuche, politische Entscheidungen zu beeinflussen. Auch bezieht sich diese Definition explizit auf die Rolle der Menschen als Bürger, versteht politische Partizipation als Tätigkeit, was ein passives Interesse an Politik vom Begriff der Partizipation ausschließt, und schränkt den Begriff weiter ein, indem politische Partizipation freiwillig erfolgen sollte. Diese Merkmale der Definition Kaases sind für ein instrumentelles Verständnis der politischen Partizipation charakteristisch.

## Formen politischer Partizipation

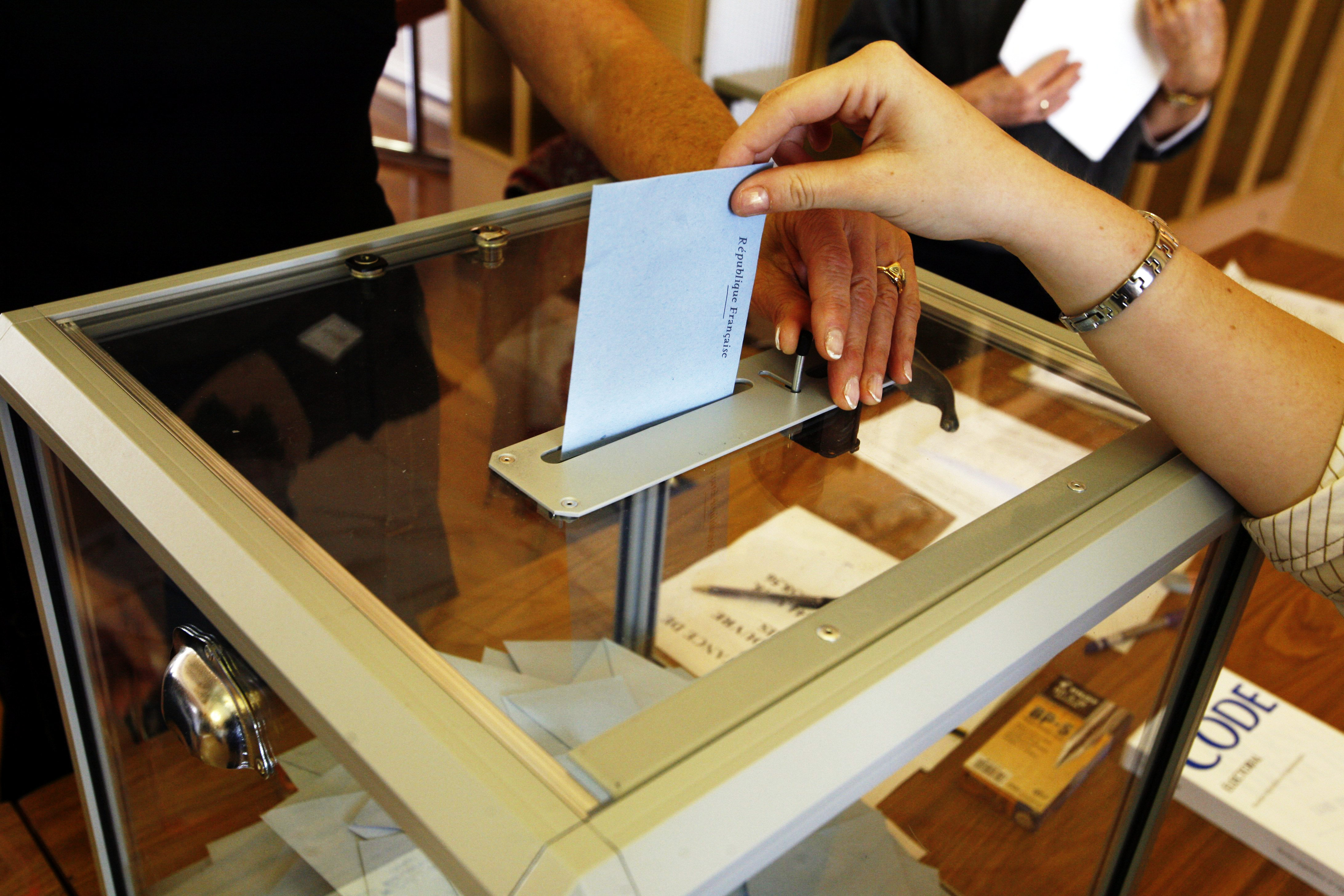
Die Nutzung des aktiven Wahlrechts ist eine legale, mittelbare und verfasste Form der politischen Partizipation und gehört daher zu den konventionellen Formen der politischen Beteiligung. Das Bild zeigt eine Stimmzettelabgabe beim zweiten Wahlgang der Präsidentschaftswahl in Frankreich 2007.

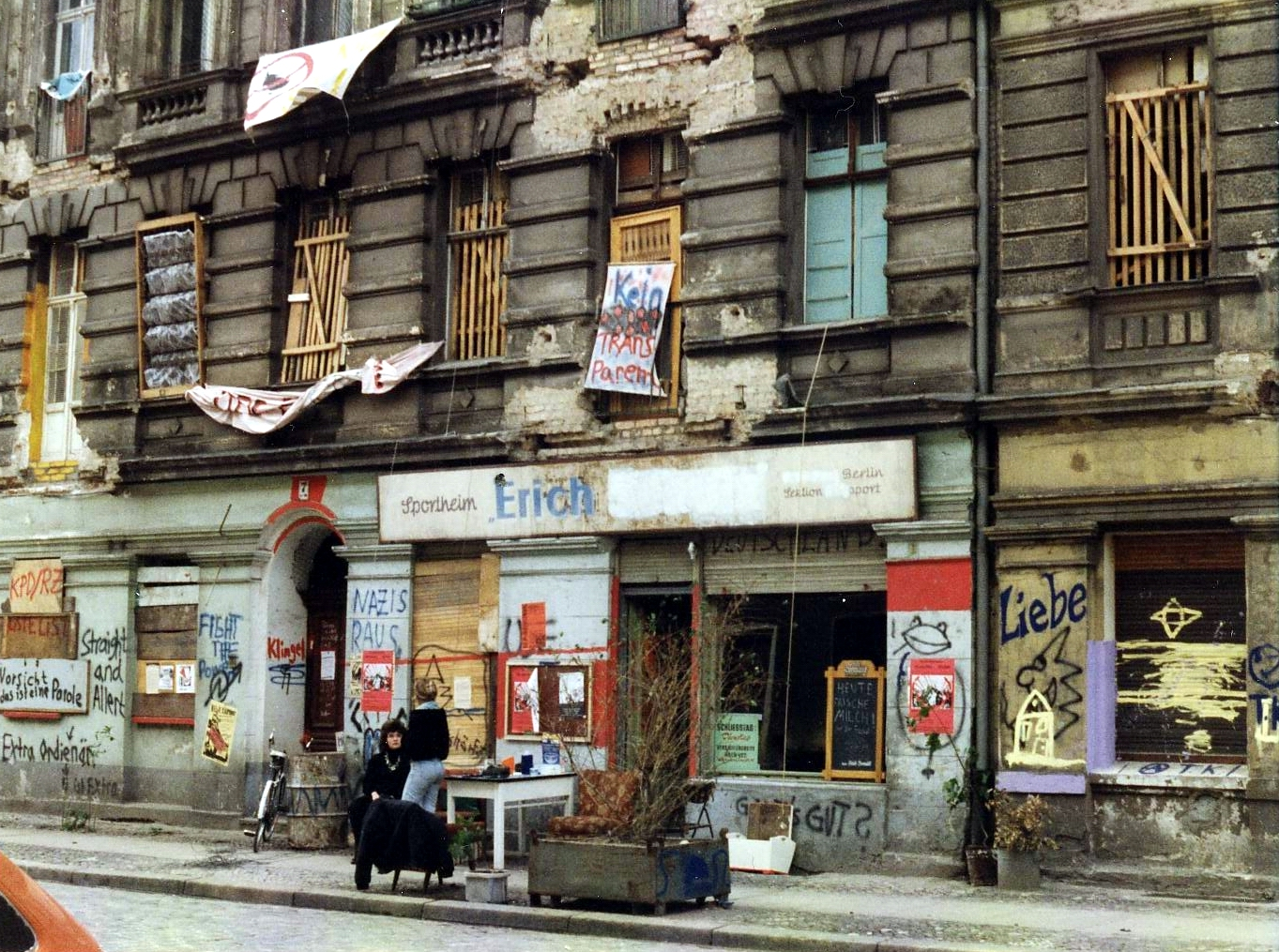
Hausbesetzungen sind ein Beispiel für illegale politische Partizipationsformen und können dem zivilen Ungehorsam zugerechnet werden. Das Bild zeigt besetzte Häuser in der Mainzer Straße in Berlin-Friedrichshain (1990).

Der Begriff politische Partizipation wurde in der Politikwissenschaft bis etwa Ende der 1970er Jahre hauptsächlich auf die Teilnahme der Bürger an politischen Willensbildungs- und Entscheidungsprozessen im Rahmen institutionalisierter Beteiligungsformen wie Wahlen und Mitgliedschaft und Arbeit in politischen Parteien bezogen. Seitdem hat dieser Terminus eine deutliche Erweiterung erfahren und heute werden in der Partizipationsforschung direkte (unmittelbare) von indirekten (mittelbaren), legale von illegalen, verfasste (bzw. institutionalisierte) von nicht verfassten (bzw. nicht-institutionalisierten) und konventionelle von unkonventionellen Formen der politischen Partizipation unterschieden.
Während generalisierende Handlungen und Handlungsvollmachten, beispielsweise bei Wahlen, als indirekte Partizipation definiert sind, ist mit direkter Partizipation das direkte Einwirken auf Sach- und Personalentscheidungen gemeint.
Im Gegensatz zur legalen Partizipation bewegt sich die illegale Partizipation außerhalb des rechtlichen Rahmens. Hausbesetzungen, wilde Streiks und die Teilnahme an verbotenen Demonstrationen sind Beispiele für illegale politische Partizipationsformen. Illegale aber nicht gewaltsame Formen der politischen Partizipation werden auch als ziviler Ungehorsam bezeichnet.
Die Differenzierung zwischen verfassten und nicht verfassten Formen der politischen Partizipation gilt als besonders bedeutsam. Verfasste oder institutionalisierte politische Partizipationsformen entsprechen den rechtlich begründeten Institutionen, während zu den nicht verfassten (bzw. nicht-institutionalisierten) Formen alle legalen Möglichkeiten der politischen Beteiligung gehören, die nicht den rechtlich begründeten Institutionen entsprechen, daneben aber auch alle illegalen Formen politischer Partizipation. Beispiele für verfasste bzw. institutionalisierte politische Partizipationsformen sind die Teilnahme an Wahlen und die Mitgliedschaft und Arbeit in politischen Parteien oder Gewerkschaften. Allerdings wird die berufliche Beschäftigung mit Politik wie beispielsweise die hauptamtliche Ausübung eines politischen Amtes oder Mandats und auch beruflich ausgeübte Politikberatung und Lobbyismus, je nach zugrundegelegter Definition, oft nicht unter den Begriff der politischen Partizipation gestellt.  Als Beispiele für nicht-institutionalisierte politische Partizipationsformen können die Wahrnehmung politischer Informationen in den Medien, Gespräche im sozialen Umfeld und die Arbeit in Bürgerinitiativen genannt werden.
Mit Plebisziten gibt es in Deutschland, Österreich und zahlreichen anderen demokratischen Staaten neben indirekten auch direkte institutionalisierte Formen der politischen Partizipation. In der Bundesrepublik Deutschland bestehen diese Möglichkeiten, auf institutionalisiertem Wege direkt auf politische Entscheidungen einzuwirken, schwerpunktmäßig auf kommunaler Ebene und Landesebene. Besonders weitgehende institutionalisierte Möglichkeiten der direkten politischen Partizipation bietet das politische System der Schweiz.

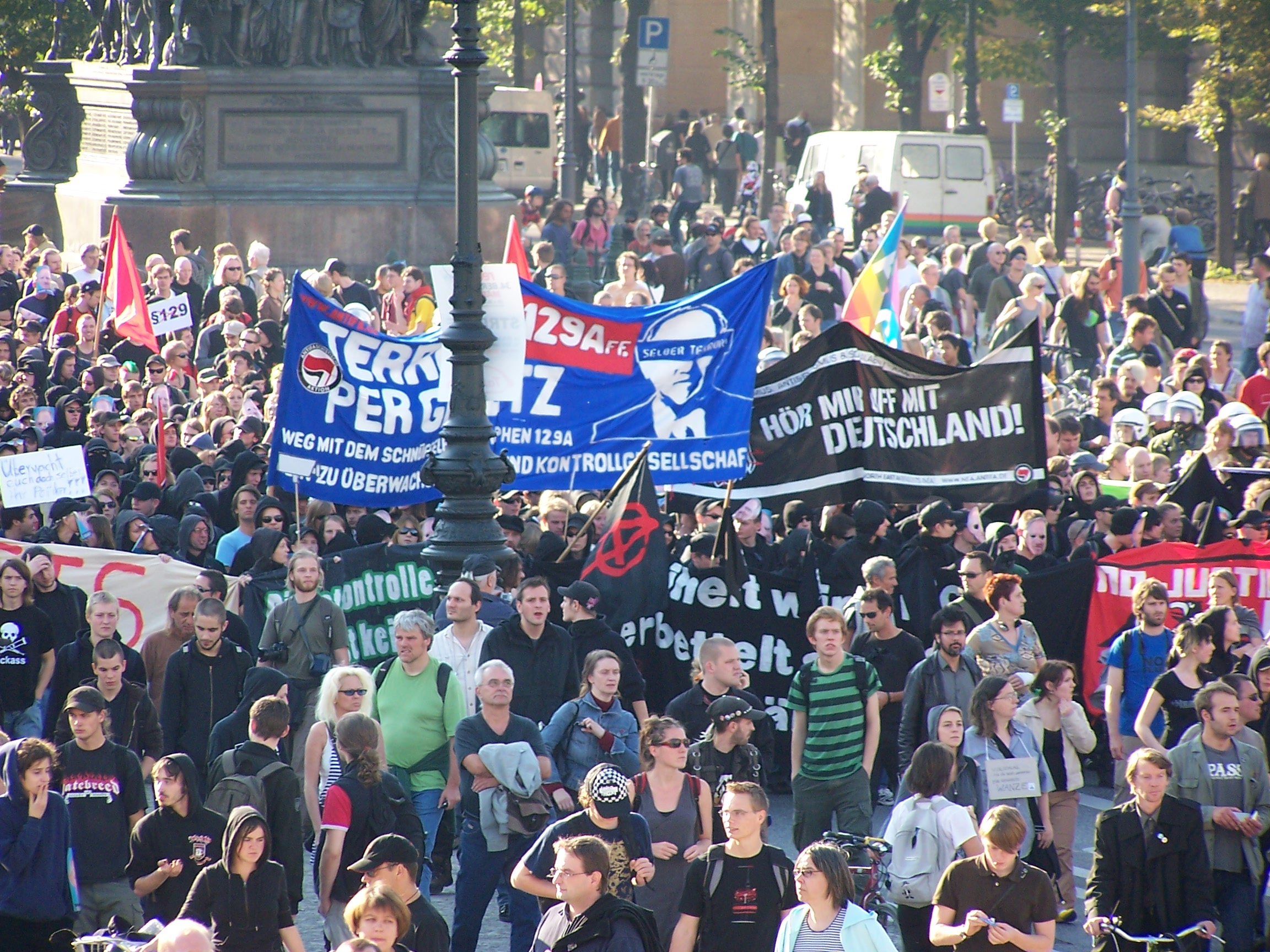
Die Teilnahme an erlaubten (bzw. genehmigten) Demonstrationen gehört zu den legalen Formen der politischen Partizipation. Je nach Akzeptanz und Etabliertheit dieser Aktivität und nach individueller Bestimmung der Begriffe kann sie zu den unkonventionellen oder zu den konventionellen Formen der politischen Partizipation gezählt oder in einer Grauzone zwischen konventionellen und unkonventionellen Partizipationsformen verortet werden. Das Bild zeigt eine Freiheit statt Angst-Demonstration in Berlin (2007).

Unter konventioneller politischer Partizipation werden etablierte und übliche Formen der politischen Beteiligung verstanden. Wenig etablierte und unübliche Partizipationsformen werden als unkonventionell beschrieben. Die Unterscheidung zwischen konventionellen und unkonventionellen Formen der politischen Partizipation wurde im Rahmen der Political Action Studie, die von einer Gruppe um Samuel Barnes und Max Kaase in den 1970er Jahren durchgeführt wurde, entwickelt. Hier galten Partizipationsformen, die legal, mittelbar und verfasst sind, als konventionell; als unkonventionell wurden insbesondere solche Partizipationsformen, die als illegitim eingeschätzt werden konnten, klassifiziert.
Des Weiteren ist also eine Unterscheidung zwischen legitimen und illegitimen Formen der politischen Partizipation möglich und findet in der Partizipationsforschung Anwendung. Als legitime politische Partizipation gelten Verhaltensweisen der politischen Beteiligung, die von der überwiegenden Mehrheit (oder im Idealfall von sämtlichen) der Mitglieder der betreffenden Gemeinschaft als moralisch gerechtfertigt erachtet werden, unabhängig davon, ob sie legal sind. Als illegitim werden Partizipationsformen beschrieben, die Wertvorstellungen und Rechtsempfinden der betreffenden Gruppe widersprechen. Diese theoretische Differenzierung zwischen legitimen und illegitimen Formen der Partizipation gilt allerdings wegen des Wertepluralismus, also der Existenz verschiedener teilweise sogar widersprüchlicher Werte, und wegen (möglichen) Wertewandels in den Gesellschaften pluralistischer Demokratien als problematisch.
Klassisches Beispiel für konventionelle politische Partizipation ist die (aktive) Teilnahme an Wahlen. Auch die Teilnahme an direktdemokratischen Abstimmungen kann, obwohl es sich um eine direkte und nicht um eine mittelbare Form handelt, den konventionellen politischen Partizipationsformen zugeordnet werden. Die Mitgliedschaft und Arbeit in Parteien und Gewerkschaften wird ebenfalls zumeist zu den konventionellen politischen Beteiligungsformen gezählt.
Diese systematische Differenzierung der Formen politischer Partizipation, in der
- direkte/unmittelbare und indirekte/mittelbare
- legale und illegale
- verfasste/institutionalisierte und nicht verfasste/nicht-institutionalisierte
- konventionelle und unkonventionelle

Partizipationsformen dichotom gegenübergestellt werden, ist durch Überschneidungen und Uneindeutigkeiten gekennzeichnet: Nicht jede Aktivität der politischen Partizipation kann eindeutig zugeordnet werden. Beispielsweise kann die Teilnahme an legalen Demonstrationen, abhängig vom Grad der Etabliertheit und Akzeptanz in der Gesellschaft sowie von der zugrundegelegten genauen Bestimmung dieser Begriffe, in einer Grauzone zwischen konventionellen und unkonventionellen politischen Beteiligungsformen verortet werden. Auch wird die Teilnahme an Wahlen in der empirischen Partizipationsforschung als eigenständiger Typ der politischen Partizipation behandelt.
Das wissenschaftlich erfasste Repertoire der politischen Partizipation umfasst inzwischen über 70 verschiedene Aktivitäten. So gehören neben bereits genannten Aktivitäten beispielsweise auch die Beteiligung in informellen Gruppen mit niedrigem Organisationsgrad, das Kontaktieren von Beamten und Trägern politischer Ämter oder Mandate oder der Medien durch Bürger, der bewusste Erwerb oder Boykott bestimmter Produkte (politischer Konsum) und das Sprühen und Malen von Slogans zu den in verschiedenen wissenschaftlichen Studien erfassten Aktivitäten der politischen Beteiligung. In der Praxis scheint „das Aktionsrepertoire von Bürgern in demokratischen Gesellschaften […] fast unendlich zu sein.“ In den letzten Jahren wurde dazu vermehrt diskutiert, ob auch neues soziales Unternehmertum oder nachhaltige Produktionsformen eine Alternative zur Partizipation in Parteien und Institutionen sind.

## Die demokratische und demokratietheoretische Bedeutung der politischen Partizipation

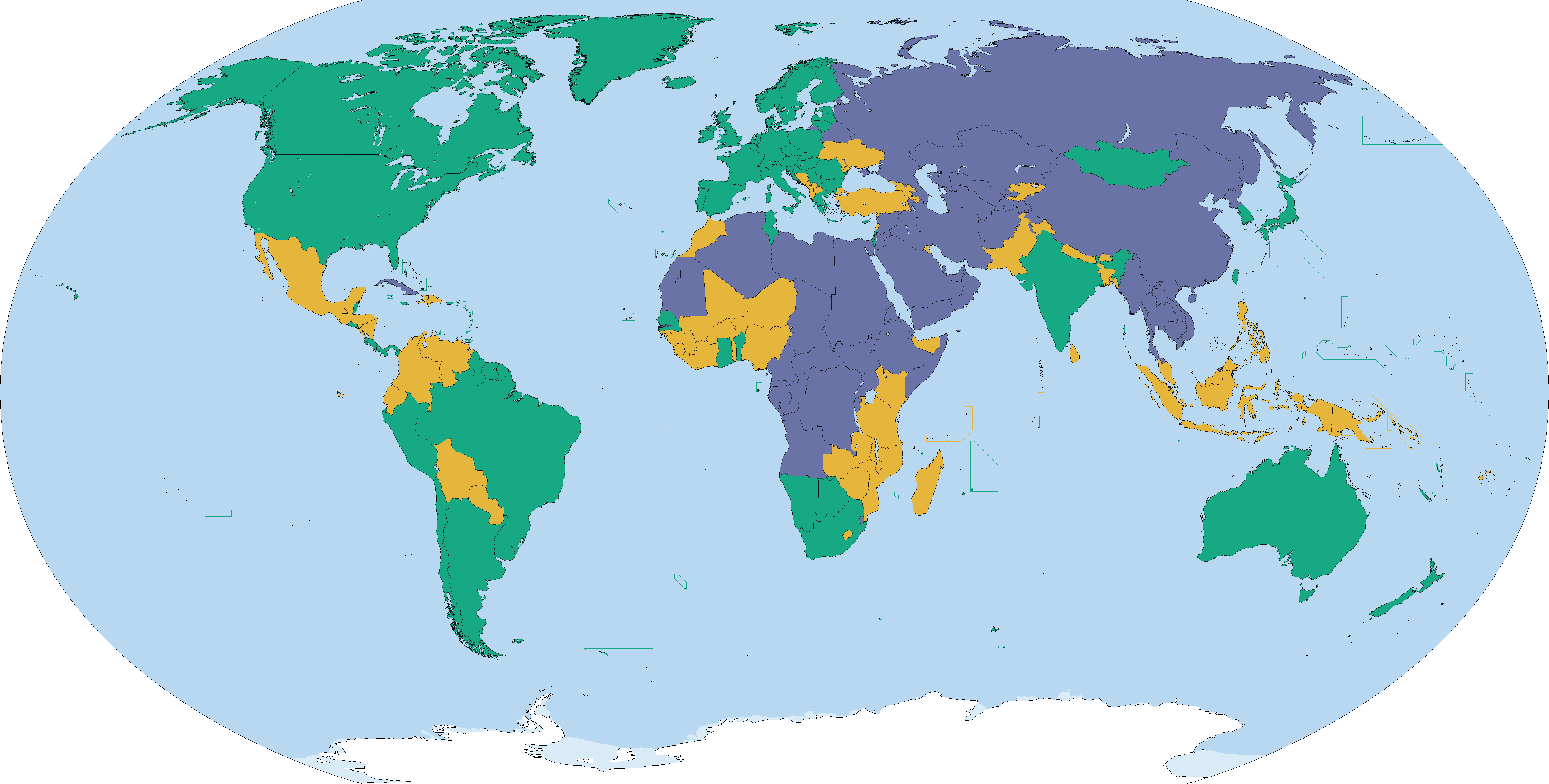
Die politische Partizipation ist bei Demokratiemessungen oft einer von mehreren Indikatoren. Das Bild zeigt die Map of Freedom 2016 von Freedom House.
frei
teilweise frei
nicht frei

Allgemein wird die Bedeutung der politischen Partizipation für die Demokratie als so entscheidend bewertet, dass sie vielfach in Operationalisierungen zur Messung des Grades der Demokratisierung politischer Systeme als einer von mehreren Indikatoren herangezogen wird. So finden die gewährten Rechte zur politischen Partizipation auch Eingang in die Demokratiemessungen von Freedom House. Theoretisch wird dabei oft von dem demokratietheoretischen Konzept der Polyarchie nach Robert Alan Dahl ausgegangen. In diesem Werk Dahls ist die Möglichkeit aller Bürger zur Partizipation neben dem Wettbewerb um politische Macht wichtiges Merkmal eines dem demokratischen Ideal möglichst nahen politischen Systems.
Insbesondere gilt die Legitimität einer Demokratie und politischer Entscheidungen als abhängig von der politischen Partizipation. Nach Iris Marion Young hängt die Legitimität einer demokratischen Entscheidung von dem Grad, in dem von der Entscheidung Betroffene in den Entscheidungsprozess einbezogen wurden, ab.
Einen besonders zentralen Stellenwert hat die politische Partizipation in den partizipatorischen Demokratietheorien. Diese Theorien, zu deren Vertretern Carole Pateman, Peter Bachrach, Aryeh Botwinick und Benjamin Barber gehören, stellen „die wirkungsvolle Einflussnahme auf oder die Beteiligung an Entscheidungen“ auf den verschiedenen politischen Ebenen und auch in der Zivilgesellschaft ins Zentrum einer normativen Antwort auf die Frage, wie Demokratie sein soll. Auch ist entsprechend reflexiven partizipatorischen Theorien das demokratische Entscheidungsverfahren selbst nicht vorab festzulegen, sondern seinerseits ebenfalls dem demokratischen Prozess zu überantworten. Von großer ideengeschichtlicher Bedeutung für partizipatorische Demokratietheorien ist Jean-Jacques Rousseau und dessen Hauptwerk Vom Gesellschaftsvertrag oder Prinzipien des Staatsrechtes.
Des Weiteren können auch die deliberativen Demokratietheorien den beteiligungszentrierten Demokratietheorien zugeordnet werden. Wichtige Vertreter deliberativer Demokratietheorien sind unter anderem Jürgen Habermas, John Rawls und James S. Fishkin. Im Unterschied zu den partizipatorischen legen die deliberativen Demokratietheorien größeres Gewicht auf öffentliche Diskurse, öffentliche Beratung, die Teilhabe an der öffentlichen Kommunikation und das Zusammenwirken von Deliberation und Entscheidungsprozess.
Gemeinsam ist den beteiligungszentrierten Demokratietheorien eine starke „Fokussierung auf den Input des politischen Prozesses“ durch die Bürger unter Berücksichtigung „der politischen Willensbildung.“
Beteiligungszentrierten Demokratietheorien entgegengesetzt argumentieren Vertreter der unter anderem auf Joseph Alois Schumpeter und dessen Werk Kapitalismus, Sozialismus und Demokratie zurückgehenden demokratietheoretischen Strömung sogenannter realistischer Demokratietheorien gegen eine Ausweitung des Partizipationsspektrums über politische Wahlen hinaus. In der Tradition Schumpeters ist Skepsis gegenüber der politischen Mündigkeit der Bürger das zentrale Argument, des Weiteren wird auch Sorge um die Stabilität des Systems als Begründung angeführt.
Somit besteht also demokratietheoretisch zusammenfassend „keine allgemeingültige Bewertung der Höhe des Partizipationsniveaus“: Während entsprechend normativen demokratietheoretischen Ansätzen, die den politischen Input durch die Bürger fokussieren, hohe politische Partizipationsraten wünschenswert erscheinen, können hohe Partizipationsraten nach normativen Theorien, die den politischen Output ins Zentrum rücken, auch als „Krisensymptom“ bewertet werden.

## Forschung zur politischen Partizipation
Grundsätzlich kann die einer Forschung zugrundeliegende Definition politischer Partizipation Design und Ergebnis einer Studie erheblich beeinflussen. Die Mehrzahl der Studien der Partizipationsforschung konzentriert sich auf die Mikroebene und methodisch auf die Analyse von Umfragedaten. Differenziert wird sowohl zwischen verschiedenen Partizipationsformen als auch zwischen unterschiedlichem Umfang und Verbreitungsgrad der politischen Beteiligung. Neben den Unterscheidungen von direkten/unmittelbaren und indirekten/mittelbaren, legalen und illegalen, verfassten/institutionalisierten und nicht verfassten/nicht-institutionalisierten sowie konventionellen und unkonventionellen Formen der politischen Partizipation werden in der Partizipationsforschung weitere Typologien entwickelt und angewandt. So unterscheidet beispielsweise Oskar Niedermayer zwischen Teilnahme an Wahlen und Abstimmungen; parteibezogenen Aktivitäten (Mitgliedschaft und Arbeit in Parteien); Gemeinde-, Wahlkampf und Politiker bezogenen Aktivitäten (können zwar institutionalisiert sein, sind aber zeitlich begrenzt); legalem Protest (beispielsweise die Teilnahme an genehmigten Demonstrationen); zivilem Protest (ziviler Ungehorsam) und politischer Gewalt (beinhaltet als extremste Form der politischen Beteiligung Gewalt gegen Sachgegenstände und Personen).
Ausgehend von Partizipationsumfang und verschiedenen Typen politischer Partizipation werden auch Taxonomien politisch Partizipierender entwickelt. Klassisch ist die Differenzierung von Lester W. Milbrath nach Partizipationsumfang und aktiver politischer Teilnahme zwischen Inaktiven, Zuschauern und Gladiatoren. Ein aktuelleres Beispiel ist Jan van Deths Unterscheidung auf Grundlage einer Differenzierung der Partizipationstypen in Wahlbeteiligung, konventionelle politische Partizipationsformen und politische Proteste „hinsichtlich ihrer Kombination von Beteiligungsmöglichkeiten“. Auf dieser Grundlage unterscheidet van Deth zwischen acht verschiedenen Typen politischer Partizipanten: protestierende Wähler (Wahlbeteiligung und Proteste, keine konventionellen Beteiligungsaktivitäten), Konventionelle (nur konventionelle Aktionen der politischen Partizipation, keine Wahlbeteiligung, keine Proteste), konventionelle Protestierende (konventionelle Aktionen und Proteste, keine Wahlbeteiligung), konventionelle Wähler (konventionelle Aktionen und Wahlbeteiligung, keine Protestaktionen), Protestierende (Protestaktionen, weder Wahlbeteiligung noch konventionelle Partizipation), reine Wähler (nur Wahlbeteiligung), Passive (keine Wahlbeteiligung, keine Protestaktionen, keine konventionellen Beteiligungsaktivitäten) und Aktivisten (Wahlbeteiligung, Proteste und konventionelle Beteiligungsaktivitäten).
Inzwischen ist auch die E-Partizipation Gegenstand politischer Partizipationsforschung. Wie die E-Partizipation hat auch der politische Konsum als relativ neue Form der politischen Partizipation erst in jüngerer Vergangenheit die Aufmerksamkeit der empirischen Partizipationsforschung erregt.
Forschungen zur politischen Partizipation betreffen unter anderem die Fragen nach der Abhängigkeit der politischen Partizipation von sozioökonomischem Statuts, Geschlecht sowie Migration und Staatsangehörigkeit. Neben Untersuchungen zur politischen Partizipation in einzelnen Staaten gibt es staatenvergleichende Studien zur politischen Beteiligung in unterschiedlichen politischen Systemen.
Einkommen, Bildungsniveau, politisches Interesse, das Gefühl der politischen Kompetenz und das Geschlecht gelten als wichtige, empirisch getestete Erklärungsvariablen der politischen Partizipation. Des Weiteren sind die in der politischen Sozialisation erworbenen politischen Werte wie demokratische Überzeugung oder staatsbürgerliches Pflichtgefühl, die Einbindung in soziale Netzwerke, die institutionellen Rahmenbedingungen und das Verhalten politischer Eliten wichtige Faktoren zur Erklärung politischer Partizipation.
Beispielsweise zeigte empirische Forschung, dass bei Schülern (Daten aus 9. und 10. Klassen von Realschulen und Gymnasien in Baden-Württemberg) der Einfluss der ohnehin geringen politischen Partizipationserfahrung auf das politische Wissen klein ist, das politische Wissen aber eine positive Auswirkung auf die Partizipationsbereitschaft hat.
Auch der Befähigung der öffentlichen Verwaltung wird ein maßgeblicher Einfluss auf die gewährte politische Partizipation zugerechnet.

### Geschichte der politischen Partizipationsforschung
Zunächst entwickelte sich die politische Partizipationsforschung zusammen mit der Wahlforschung – darin kann der Grund für die frühere definitorische Verkürzung politischer Partizipation auf die Teilnahme an Wahlen gesehen werden. Die ersten Studien zum Wählerverhalten, die im frühen 20. Jahrhundert durchgeführt wurden, können als Ursprung der politikwissenschaftlichen Forschung zur politischen Partizipation angesehen werden. Ein wichtiger weiterer Schritt in der Entwicklung moderner politischer Partizipationsforschung ist die systematische Entwicklung der Umfrageforschung mit repräsentativen nationalen oder regionalen Bevölkerungsquerschnitten in den 1940er Jahren, hauptsächlich in den USA. Als den Beginn der eigentlichen politikwissenschaftlichen Partizipationsforschung markierend gelten die Arbeiten von Lester W. Milbrath zur Political Participation aus den 1960er und 1970er Jahren: Es wurde versucht, die „Ergebnisse der Wahl- und Partizipationsforschung international vergleichend und systematisierend zusammenzufassen“. Diese Arbeiten Milbraths konzentrierten sich noch auf die Partizipation bei Wahlen und in Parteien, also auf institutionalisierte Formen der politischen Partizipation, differenzierten in diesem Rahmen allerdings nach Art und Umfang. Die international sieben Staaten vergleichende Studie Participation and Political Equality von Sidney Verba, Norman H. Nie und Jae-on Kim aus dem Jahr 1978 unterschied bereits zwischen den Dimensionen „Wählen, Wahlkampf, Gemeindeaktivitäten und individuelle Kontakte mit partikularistischer Zielsetzung“, erfasste die gerade für die 1960er und 1970er Jahre charakteristischen Partizipationsformen des nicht-institutionalisierten politischen Protests, beispielsweise Demonstrationen, Sit-ins und Boykotte, jedoch nicht. International auch die nicht-verfassten Formen der politischen Partizipation vergleichende Forschung wurde zudem in der Studie Political Action. Mass Participation in Five Western Democracies. 1974 betrieben und 1979 von Samuel H. Barnes, Max Kaase und anderen veröffentlicht. Diese Studie stellte auch den politischen Protest ins Zentrum des Interesses.
Weitere Schritte hin zu heute in der Partizipationsforschung üblichen Unterscheidungen verschiedener politischer Partizipationsformen wurden in den 1980er Jahren unternommen. Besonders in der deutschsprachigen Forschung ist dabei die Dissertation von Hans-Martin Uehlinger aus dem Jahr 1988 von Bedeutung: Uehlinger unterscheidet in seiner Taxonomie zwischen „Staatsbürgerrolle“, problemspezifischer Partizipation, parteiorientierter Partizipation, zivilem Ungehorsam und politischer Gewalt. Beispiele für das Wahrnehmen der Staatsbürgerrolle sind politische Meinungsäußerungen und die Teilnahme an Wahlen. Als problemspezifische Partizipation bezeichnet Uehlinger „Aktivitätsformen, deren Ziel es ist, die Entscheidung über ein spezifisches Problem zu beeinflussen“, Beispiele sind Unterschriftenaktionen, öffentliche Diskussionen, Bürgerinitiativen und gewerkschaftliche Streiks. Mit parteiorientierter Partizipation ist die Mitarbeit in politischen Parteien, bei der nicht eine Einzelfrage, sondern der Ausdruck einer politischen Richtung oder einer Ideologie im Vordergrund steht, gemeint. Die Verweigerung von Miet- oder Steuerzahlungen, verbotene Demonstrationen, wilde Streiks und Hausbesetzungen sind Beispiele Uehlingers für zivilen Ungehorsam. Die politische Gewalt kann weiter in politische Gewalt gegen Personen und politische Gewalt gegen Sachwerte differenziert werden.
In den 1990er Jahren kam es zu einer stärkeren Erforschung der Beziehung zwischen sozialer und politischer Partizipation mit besonderer Hinsicht auf die Bedeutung des Sozialkapitals. Die Veröffentlichungen Making Democracy Work. Civic Traditions in Modern Italy. (1993) und Bowling Alone. The Collapse and Revival of American Community. (2000) Robert D. Putnams sind von besonderer Bedeutung für diese Entwicklung.

### Politische Partizipation und sozioökonomischer Status
Die Existenz einer Beziehung zwischen sozialer Teilhabe und politischer Partizipation gilt als eine in der Partizipationsforschung heute empirisch gut gesicherte Annahme. So können soziale und politische Partizipation auch unter dem Begriff bürgerschaftliches Engagement zusammengefasst werden. Ein enger positiver Zusammenhang zwischen Sozialkapital und politischer Partizipation wird auf Grundlage zahlreicher Studien in der Partizipationsforschung ebenfalls postuliert und auch die Abhängigkeit der politischen Partizipation von den Faktoren Einkommen und Bildung wird vielfach durch Forschung bestätigt.
Für die Bundesrepublik Deutschland zeigen auch neuere empirische Studien eine Abhängigkeit der politischen Partizipation von Einkommen und Erwerbsstatus. Jüngere international vergleichende Forschung weist auf eine auch in anderen etablierten Demokratien starke Beziehung zwischen ökonomischem Status und politischer Partizipation hin.
Nach vielzitierten und empirischen Tests unterzogenen Ressourcenmodellen politischer Partizipation sind Zeit, Geld, Wissen und Kompetenz entscheidende Ressourcen der politischen Beteiligung. Zudem sind nach dem Ressourcen-Sozialisations-Mobilisierungs-Modell von Sidney Verba, Kay Lehman Schlozman und Henry Brady Motivation und soziale Netzwerke wichtige Anreizfaktoren. Nach diesem Modell entsprechen Merkmale des sozioökonomischen Status wie Einkommen, Beruf und Bildung den Ressourcen der politischen Partizipation, die (Primär- und Sekundär-) Sozialisation individueller Akteure begründet die Motivation politisch zu partizipieren und das soziale Umfeld, Netzwerke, politische Parteien und politische Eliten können zur Partizipation anregen.
Die Partizipationsforschung liefert auch Hinweise, dass sich der Einfluss der Merkmale des sozioökonomischen Status auf die Bereitschaft zur politischen Partizipation angleicht, die sozioökonomischen Merkmale und das soziale Umfeld werden dann eher „als erleichternde oder erschwerende Bedingungen für Partizipation gesehen.“ Auch wird auf empirischer Grundlage die These vertreten, dass nicht der sozioökonomische Status an sich, sondern dessen Umsetzung in kognitive Ressourcen der politischen Partizipation wie Verantwortungsgefühl für die Gemeinschaft und das Gefühl der politischen Kompetenz entscheidend ist.
Das Bundesministerium für Arbeit und Soziales (BMAS) hat in seinem 5. Armuts- und Reichtumsbericht die Politische Partizipation in Abhängigkeit vom sozioökonomischen Status und weiteren Faktoren untersucht. Dabei hat Andrea Nahles betont, dass wesentliche Ungleichheiten in den vergangenen Jahren sich nicht wesentlich geändert haben, und kritisiert vor allem, dass einige Passagen aus dem Bericht gestrichen worden sind, die die Unterschiede zwischen Armen und Reichen verdeutlichen, wie z. B. der Satz „Die Wahrscheinlichkeit für eine Politikveränderung ist wesentlich höher, wenn diese Politikveränderung von einer großen Anzahl von Menschen mit höherem Einkommen unterstützt wird“.

### Politische Partizipation und Geschlecht
Die politische Partizipationsforschung beobachtet bereits über Jahrzehnte andauernd eine Differenz zwischen den Geschlechtern: Frauen zeigten geringeres politisches Engagement als Männer. Die Gründe für diese Beobachtung betreffend lassen sich nach Bettina Westle Interpretationsmuster und Argumentationen des politikwissenschaftlichen Mainstreams und die Kritik daran von feministischer Seite unterscheiden. Demnach sind geschlechtsspezifisch „unterschiedliche Sozialisation“, geschlechtsspezifisch „unterschiedliche Lebenslagen“ und darauf aufbauend geschlechtsspezifisch unterschiedliche „strukturelle Zugangsbarrieren“ wie eine „strukturell geronnene Frauenfeindlichkeit der etablierten politischen Organisationen“ im institutionellen Bereich, die dem typisch männlichen Lebensverlauf angepasst seien, die wesentlichen Interpretationsmuster des Mainstreams zur Begründung der beobachteten Differenz zwischen den Geschlechtern. Als Kritik der feministischen Seite stellt Bettina Westle fünf Punkte vor:
- Es gebe eine „generelle Geschlechtsblindheit“ der deutschen Politikwissenschaft.
- Die Aufrechterhaltung („Perpetuierung“) des „Mythos von der apolitischen, konservativen, demokratieunfähigen Frau, der zur weiteren Ausgrenzung der Frauen aus dem politischen und parlamentarischen Raum“ beitrage.
- Die „Norm des männlichen Aktivbürgers“, die politische Partizipation von Frauen werde vor dem Hintergrund dieses Ideals abqualifiziert.
- Es gebe einen eingeschränkten Politikbegriff, der Mainstream verbleibe mit seinem Politikbegriff „im Raum politischer Institutionen“. Was sich nicht direkt auf diesen Raum der politischen Institutionen beziehe, werde ausgeblendet.
- Das Geschlecht werde in der Forschung als unabhängige Variable und nicht als Gesellschaftskategorie konzeptionalisiert.[58]

Das Geschlecht nicht als unabhängige Variabel konzeptionalisierend und als Hintergrund eines zwischenstaatlichen Vergleichs der politischen Partizipation von Frauen beschreibt die Politikwissenschaftlerin Beate Hoecker die politische Kultur, sozialstrukturelle Faktoren wie Bildung, Berufstätigkeit und persönliche Lebenssituationen sowie institutionelle Faktoren wie die Struktur der Parteiensysteme, die politischen Rekrutierungsmuster und die Wahlsysteme als Einflussfaktoren der politischen Partizipation allgemein und speziell von Frauen.
Die politische Beteiligung von Frauen und Unterschiede zwischen den Geschlechtern werden in der politischen Partizipationsforschung auch nach den Formen der politischen Partizipation differenzierend betrachtet. Demnach folgt seit den 1950er Jahren die Wahlbeteiligung von Frauen in der Bundesrepublik Deutschland auf Landes-, Bundes- und Europaebene in ihrer Entwicklung weitgehend der Entwicklung der Wahlbeteiligung insgesamt. Jedoch liegt sie nahezu durchgehend etwas unterhalb der Wahlbeteiligung von Männern. Die Differenz zwischen den Geschlechtern ist in der Wahlbeteiligung allerdings so gering, dass hier von einem Gendergap nicht zu sprechen sei.
Beim politischen Interesse zeigen sich zwischen den Geschlechtern deutlichere Unterschiede: In Deutschland ist bei entsprechenden Erhebungen der Anteil der Frauen, die starkes oder sehr starkes politisches Interesse angeben, nur etwa halb so groß, wie der Anteil der Männer. Von den Mitgliedern der politischen Parteien in Deutschland waren im Jahr 2008 gut ein Viertel Frauen.
Die Unterschiede zwischen den Geschlechtern sind bei den legalen nicht-institutionalisierten Formen der politischen Partizipation nur sehr schwach oder ganz unerheblich. Bei einigen dieser Partizipationsformen wie der Teilnahme an Unterschriftenaktionen ist die Beteiligung von Frauen sogar stärker als die von Männern.
Im Bereich der illegalen politischen Partizipation, beispielsweise der Teilnahme an ungenehmigten Demonstrationen, ist ebenfalls kein wesentlicher Unterschied zwischen den Geschlechtern aufzeigbar, weder für gewaltlose illegale Formen der politischen Partizipation noch für gewaltsame politische Partizipationsformen. Auf der Basis von Umfragedaten besteht in Deutschland lediglich für Westdeutschland die illegalen gewaltsamen Partizipationsformen betreffend ein geringer statistischer Zusammenhang zum Geschlecht.
Geschlechtervergleichende Partizipationsforschung auf der Basis von ISSP-Daten des Jahres 2004 aus 18 etablierten westlichen Demokratien weist auf stärkere Aktivität von Frauen als von Männern bei nicht-institutionalisierten Partizipationsformen wie dem Unterzeichnen von Petitionen, dem politischen Konsum und dem Spenden und Sammeln von Geld für politische und soziale Organisationen hin. So wird auch die These, dass es geschlechtervergleichend eher um unterschiedliche Partizipationsweisen als um mehr oder weniger Partizipation geht, vertreten.